# Zátoňská hora (přírodní rezervace)
Zátoňská hora je přírodní rezervace v okrese Prachatice, severovýchodně od obce Lenora a východně od její místní části Zátoň. Oblast spravuje Správa NP a CHKO Šumava. Důvodem ochrany jsou lesní porosty přirozené skladby ve vrcholové oblasti Zátoňské hory.

## Galerie

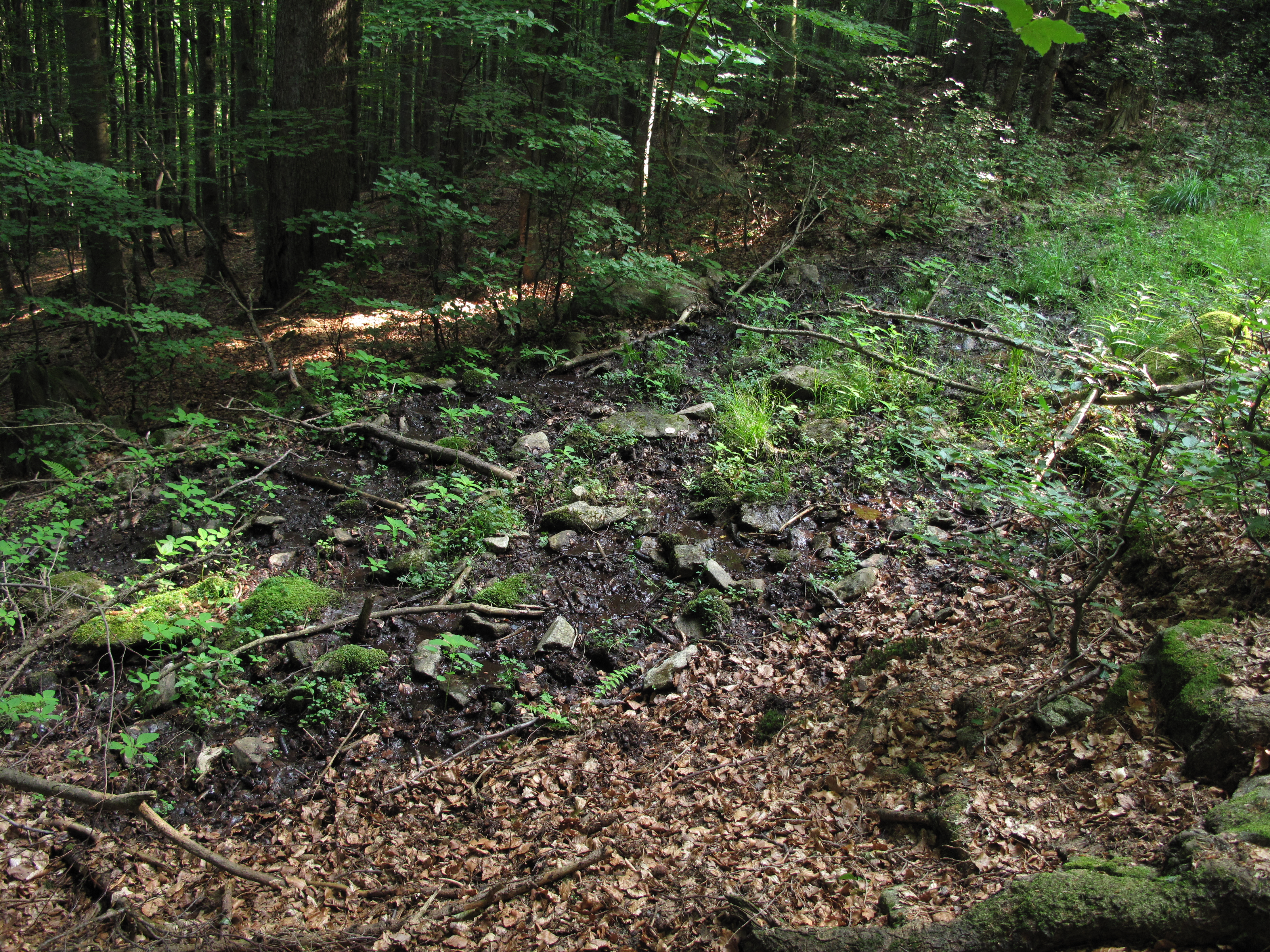
Zdroj vody
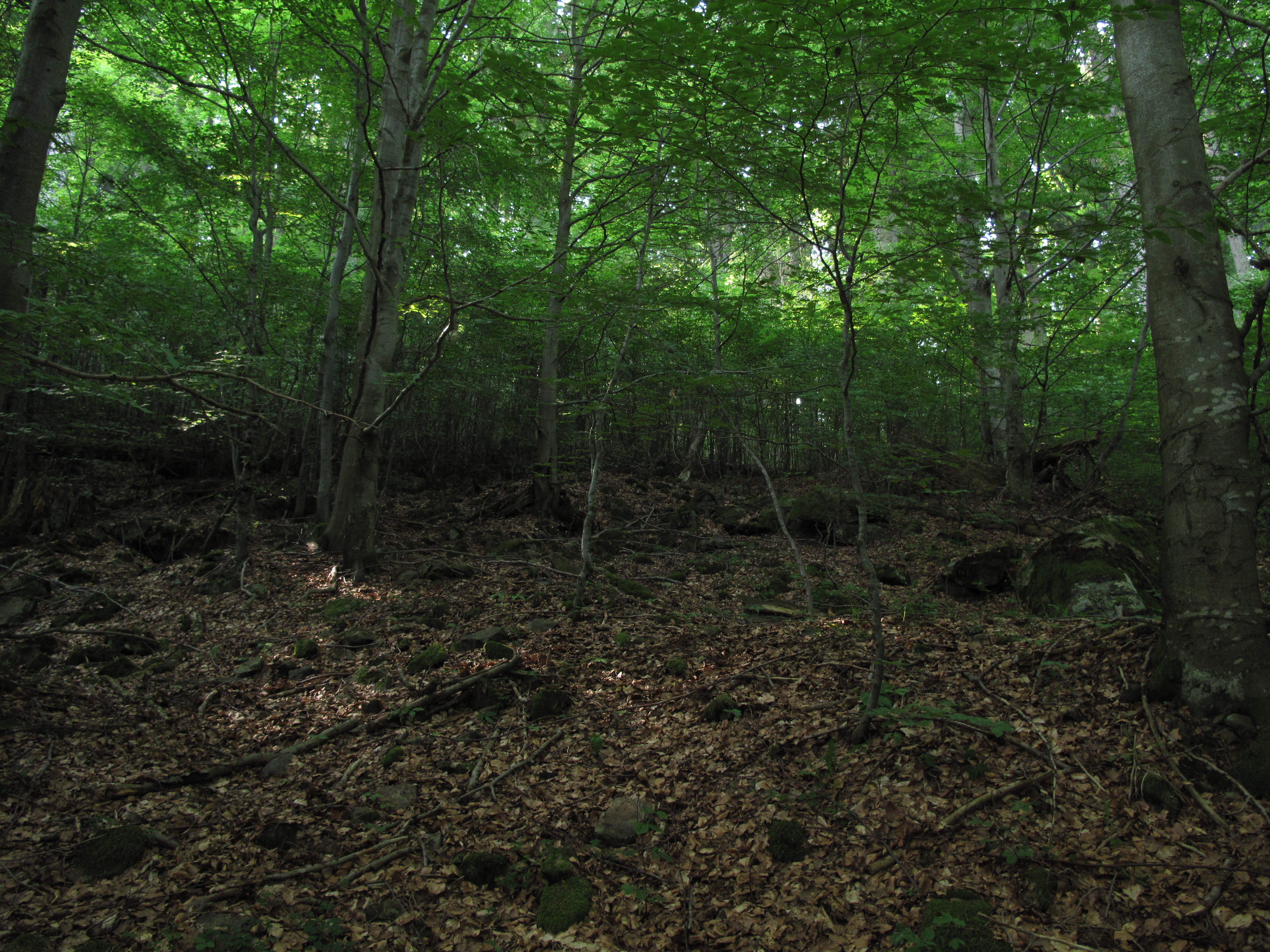
Bukový nálet
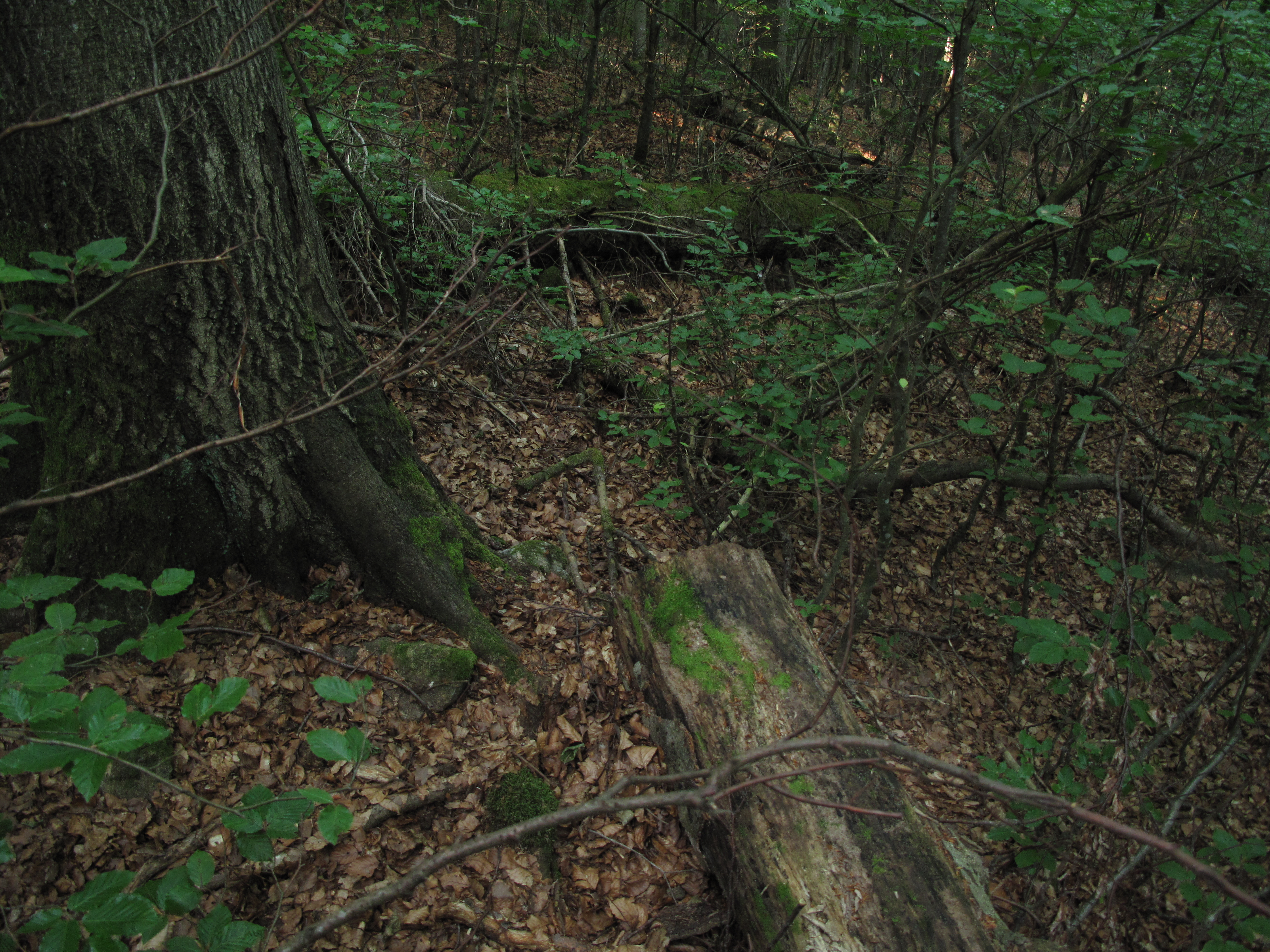
Mrtvé dřevo v náletu
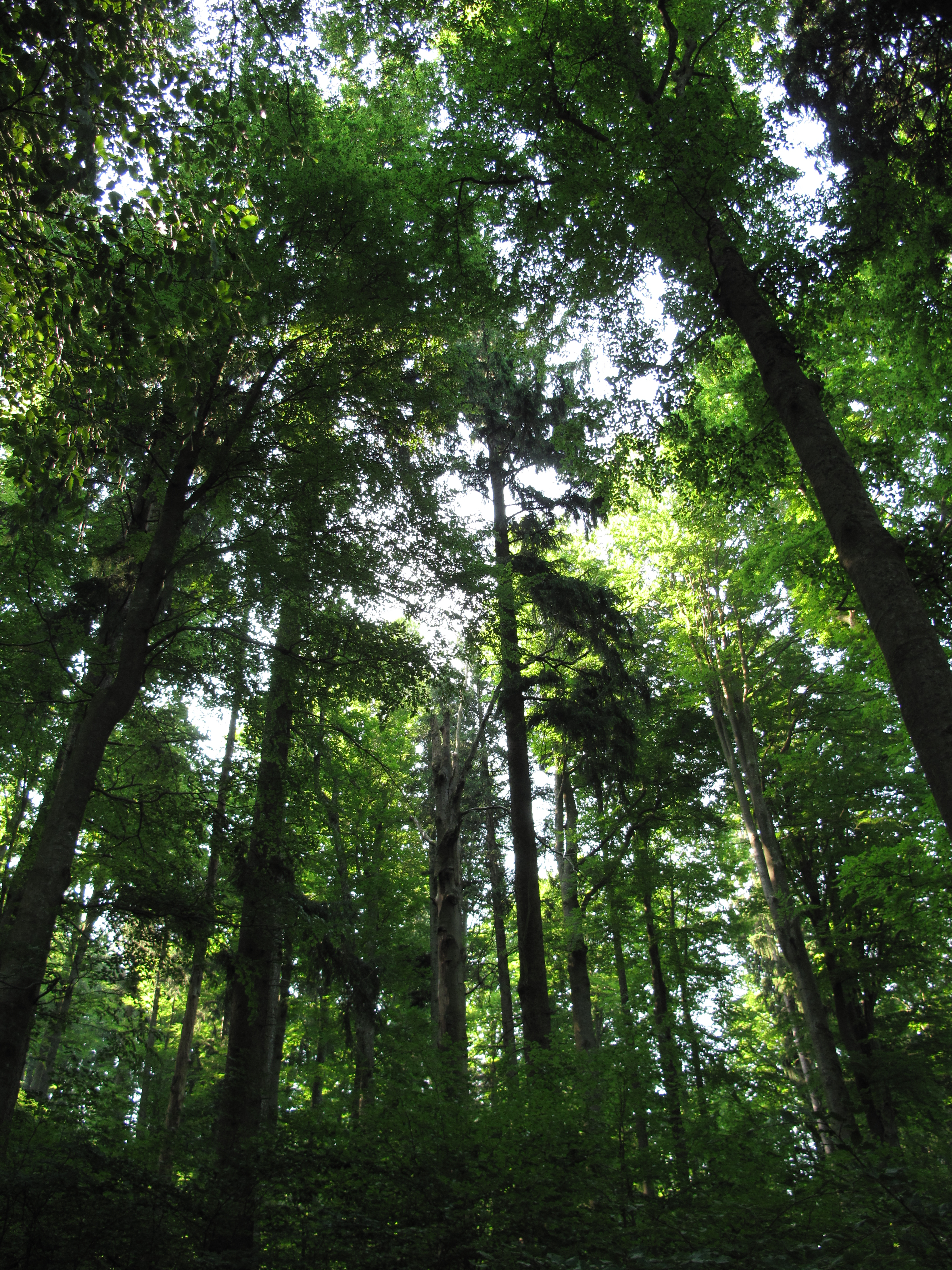
Koruny stromů vrcholové partie